# Bivacco Enzo e Nino Benedetti
Il bivacco Enzo e Nino Benedetti è un bivacco della Valtournenche, in Valle d'Aosta.
È situato più in alto del Col Tournanche (3510 m) e ha quattro posti letto.

## Storia
Il bivacco è stato inaugurato nel 1960 e ricorda gli alpinisti Enzo e Nino Benedetti.

## Accesso
Si può raggiungere il bivacco partendo da Cervinia o dal rifugio Duca degli Abruzzi all'Oriondé e passando per gli itinerari che portano al Col Tournanche (PD, da 3 a 6 ore).

## Ascensioni
Il bivacco serve per la salita alla Dent d'Hérens tramite la cresta est. Oggigiorno è tuttavia trascurato in favore della miglior posizione del Bivacco Giorgio e Renzo Novella.